# 出光万兵衛
出光 万兵衛（いでみつ まんべえ、1882年〈明治15年〉11月9日 - 1964年〈昭和39年〉7月16日）は、日本の海軍軍人。最終階級は海軍中将。侍従武官としての宮仕えを経て、海軍兵学校校長、舞鶴要港部司令官を務めた。

## 経歴
福岡県宗像市出身。地主・出光勝兵衛の三男として生れる。旧制東筑中学校（現福岡県立東筑高等学校）を経て、1905年11月、海軍兵学校（33期）を卒業し、1906年12月に海軍少尉任官。海軍水雷学校高等科を優等で卒業し、第1艦隊参謀などを経て、1916年11月、海軍大学校（甲種14期）を卒業。
以後、水雷学校教官、イギリス駐在、軍令部第1班第2課参謀、兼参謀本部員、軍令部第2班第4課長、給炭艦「野島」艦長、「多摩」艦長、海軍省人事局第1課長、「八雲」艦長、「迅鯨」艦長、海軍通信学校教頭などを歴任し、1930年12月、海軍少将に進級。侍従武官に就任した。在職中、軍縮会議以降宮中に懸念をもたれていた加藤寛治と談判に及び、加藤に今後慎重な行動をとるよう約束させ、内大臣の牧野伸顕は出光に信頼を寄せていた。以後第1潜水戦隊司令官などを経て、1935年11月に海軍中将となった。その後、海兵校長、舞鶴要港部司令官などを勤め、1939年3月、予備役に編入された。
戦後、海軍将校のため、公職追放となった。

## 親族
スポーツキャスターの出光ケイは孫。

## 著作
- 『聖上陛下御日常の御一端に就て』
- 『聖上陛下の御日常を仰ぎ奉り教育の神髄を思ふ』
- 『皇室の御敬神』

## 栄典
- 1907年（明治40年）2月12日 - 正八位[3]
- 1921年（大正10年）1月20日 - 正六位[4]
- 1924年（大正13年）12月27日 - 従五位[5]
- 1930年（昭和5年）2月15日 - 正五位[6]